# Zbigniew Dobrzyński

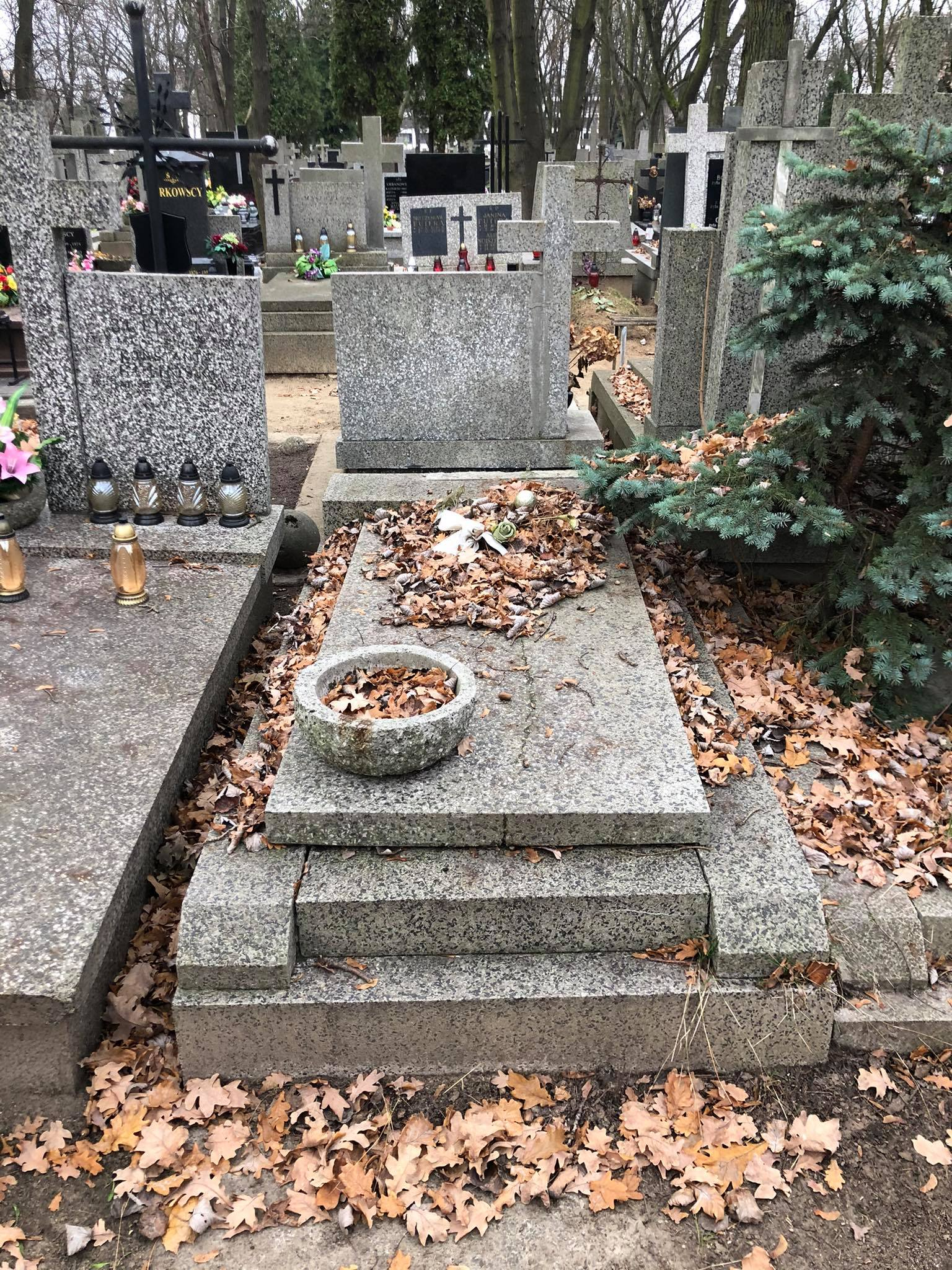
Grób Zbigniewa Dobrzyńskiego na cmentarzu Bródnowskim

Zbigniew Leopold Dobrzyński, właśc. Zbigniew Leopold Swinarski (ur. 15 listopada 1935 w Warszawie, zm. 14 maja 1984 tamże) – polski aktor sceniczny oraz filmowy i kierownik artystyczny teatru.

## Życiorys
W 1962 ukończył Państwową Wyższą Szkołę Teatralną im. Leona Schillera, od 1966 grał w Teatrze Polskim, Ludowym, Klasycznym i Ziemi Mazowieckiej. W 1971 zorganizował Polski Teatr Esperanto im. Antoniego Grabowskiego, z którym występował m.in. w Stanach Zjednoczonych, Belgii, Holandii, Danii i Szwecji. Należał do Polskiego Związku Esperantystów. Został uhonorowany odznaką „Zasłużony Działacz Kultury”.
Pochowany na cmentarzu Bródnowskim (kw. 8I, rząd IV, grób 7).

## Filmografia

### Filmy fabularne
- 1971: Szerokiej drogi, kochanie
- 1970: Album polski
- 1970: Pułapka
- 1969: Znaki na drodze
- 1969: Sąsiedzi
- 1968: Wilcze echa
- 1966: Ściana Czarownic
- 1965:	Ping-pong
- 1965: Katastrofa
- 1964: Prawo i pięść
- 1964: Nieznany
- 1963:	Rozwodów nie będzie
- 1963: Mam tu swój dom
- 1962: Zerwany most
- 1961:	Przeciwko bogom
- 1961: Milczące ślady
- 1960:	Historia współczesna

### Seriale telewizyjne
- 1970: Przygody psa Cywila
- 1970: Doktor Ewa
- 1965: Podziemny front[2]